# خط حرج (ديناميكا حرارية)
يعد الخط الحرج في الديناميكا الحرارية هو المكافئ البُعدي (بالإنجليزية: dimensional equivalent)‏ الأعلى من النقطة الحرجة. ويقارب هذا الخط نقاط مخطط الأطوار الحرجة. لا تتكون هذه الخطوط في حالات المادة الواحد طبقًا لقاعدة الطور لغيبس، وإنما يمكن ملاحظتها في الأنظمة ذات المتغيرات المتعددة، مثل المخاليط. يمكن أن يتلاقى خطّان حرجان، وتكون نقطة التلاقي نقطة حرجة ثلاثية.